# هنيكر (نيوهامشير)
هنيكر (بالإنجليزية: Henniker, New Hampshire)‏ هي معلم جغرافي تقع في الولايات المتحدة في مقاطعة ميريماك. يقدر عدد سكانها بـ 4,836 نسمة ومساحتها 116.1 كم2وترتفع عن سطح البحر 133 متر.

## أعلام
- ناثانيل بي. بيكر
- آمي بيتش
- جيمس دبليو. باترسون
- جاكوب رايس
- لوري د. كوكس